# Chikkole, Belur
Chikkole là một làng thuộc tehsil Belur, huyện Hassan, bang Karnataka, Ấn Độ.